# 穆塔茲·穆夫提
穆塔茲·穆夫提（1905年9月11日—1995年10月27日），巴基斯坦烏爾都語文學作家。

## 生平
穆塔茲·穆夫提於旁遮普巴塔拉出生。其早年在英國統治印度的時期受僱於公務員並開始擔任學校教師。1947年印巴分治後不久，他與父母親一起移民到巴基斯坦。
1947年前，穆塔茲·穆夫提已開始寫作烏爾都語短篇小說。在他的作家生涯刚起步時，他被其他的文學評論家認為是一位具有自由主義的作家，他曾受到心理學家西格蒙德·佛洛伊德的影響。巴基斯坦著名作家阿什法克·艾哈邁德是他的親密朋友之一。根據阿什法克·艾哈邁德的說法，在1947年之前穆夫提曾經讀過一些由一位瑞典作家寫作的文學作品（這些作品並不受大眾歡迎）。穆夫提最初並不喜歡在1947年的英屬印度諸省分治計劃，但後來他的觀點改變了，成為一個愛國的巴基斯坦人。
在他的晚年時，他曾經捍衛伊斯蘭教及其原則。由於他受到作家古德拉特·烏拉赫·沙布的靈感所致，令他的觀點由自由主義轉為蘇非主義。儘管他的觀點發生了各種變化，但他自己仍有他的個人觀點，他也為社會中保守派人士撰寫了多本書籍。
他亦撰寫了兩個人的自傳，分別為Ali Pur Ka Aeeli (1961)及Alakh Nagri。根據他在兩本自傳中的前言，Ali Pur Ka Aeeli
是一本关于挑战那个时代社会禁忌的情人的描述，而Alakh Nagri是一本关受到古德拉特·烏拉赫·沙布神秘主義影響的奉獻者的敘述。
Talaash这本書是由穆塔茲·穆夫提最後撰寫的一本書。它突出了伊斯蘭教教義的真正精神。

## 遺產
1995年10月，在穆塔茲·穆夫提去世後，他的兒子Uxi Mufti（一位文學評論家），以他的名義創立了一個名為Mumtaz Mufti Trust的組織。該組織一直在觀察穆塔茲·穆夫提在巴基斯坦中不同城市的死亡週年紀念活動。他的朋友和崇拜者，包括阿什法克·艾哈邁德，寶萊娜·卡德賽和艾哈邁德·巴席爾等都曾出席過這些活動。另一位著名作家凱什華爾·那德在她的書評中評論道，穆塔茲·穆夫提有很多人都有的弱點，但也是一位學識淵博的評論家。在巴基斯坦的木爾坦市有一條以他命名的道路。

## 獎項和表彰
- 1986：Sitara-e-Imtiaz（英语：Sitara-e-Imtiaz）（卓越之星獎）[2][5]
- 1989：普列姆昌德獎（印度文學獎）[5]

## 著作
- Ali Pur Ka Aeeli是穆夫提在1961年編寫的自傳，描述了他生命的第一階段。起初，這本書被認為是一本小說，但後來被揭示為一本自傳[5]。
- Alakh Nagri是穆夫提的自傳，描述了他生命的第二階段[3] 。
- Docter ka istemaal
  - Labbaik（關於朝覲的報導）[1][3]
- Samay Ka Bandhan 烏爾都語：）[3]
- Piyaaz Ke Chhilkay[3]
- Talash[1]